# Günther Beelitz
Günther Beelitz (* 29. September 1938 in Berlin) ist ein deutscher Theaterregisseur und Intendant.

## Biografie
Beelitz wuchs in Schloss Elmau und in Stuttgart auf. Am dortigen Karlsgymnasium erwarb er das Abitur. Nach der Ausbildung zum Buchhändler und Verlagskaufmann bei der Deutschen Verlagsanstalt Frankfurt und der Akademischen Buchhandlung Rasch in Marburg. 1963 begann Beelitz zunächst in Marburg ein Studium der Germanistik, Politik und Volkskunde, wechselte 1964 an die Universität Wien und konzentrierte sich auf die Fächer Germanistik und Theaterwissenschaften. In dieser Zeit arbeitete Beelitz als freier Lektor für die Universal Edition in Wien. In der Spielzeit 1966/67 übernahm Beelitz die Tourneeleitung am Studio Herberthal und ging mit Maria Schell und Veit Relin mit Die Pfarrhauskomödie von Heinrich Lautensack und Die Zofen von Jean Genet nach der Premiere am Landestheater Salzburg auf Tournee durch Österreich, Deutschland und die Schweiz. Anschließend lernte er am Max-Reinhardt-Seminar Wien das Theaterhandwerk.
Von August 1967 bis Dezember 1967 war Beelitz Chefdramaturg am Theater Dortmund. Eine schwere Tuberkuloseerkrankung zwang ihn für längere Zeit in die Karenz. Nach seiner Genesung wurde er im August 1968 bis August 1969 Leiter der Schauspielabteilung der Universal Edition Wien.
1969 wechselte er an das Düsseldorfer Schauspielhaus als Künstlerischer Direktor. In dieser Funktion wurde er zudem persönlicher Referent des Intendanten Karl-Heinz Stroux. Die Stadt Düsseldorf mit ihrem Schauspielhaus waren für Beelitz Arbeit prägend.
Von 1971 bis 1976 war Beelitz Intendant am Staatstheater Darmstadt.
1976 erfolgte der Ruf an das Düsseldorfer Schauspielhaus. Dort war er bis 1986 Generalintendant und Geschäftsführer. In diese Zeit fällt die Gründung eines Kinder- und Jugendtheaters als selbstständige Sparte mit eigenem Ensemble unter Leitung von Barbara Hertel. 1982/1983 wurde das Düsseldorfer Schauspielhaus unter Beelitz von elf Fachkritikern von Theater heute zum Theater des Jahres gewählt. In Beelitz’ Amtszeit fielen mehrere Einladungen zum Berliner Theatertreffen. Er pflegte den kulturellen Austausch: Gastspiele außerhalb Europas und hinter den sogenannten Eisernen Vorhang sowie nach Israel machten das Düsseldorfer Schauspielhaus international bekannt.
Von 1986 bis 1994 war Beelitz Staatsintendant am Bayerischen Staatsschauspiel. Er gründete die „Autorenwerkstatt im Marstall“ für (ausschließlich) junge deutsche Autoren. Zudem wurde er künstlerischer Leiter des Theaters der Welt 1993 in München.
Von 1994 war 2000 war er Generalintendant am Deutschen Nationaltheater Weimar. Er engagierte Joachim Schlömer von 1994 bis 1996 als Leiter des neu gegründeten Tanztheaters; ihm folgte Ismael Ivo. Tanztheater und Staatskapelle Weimar wurden zu international beachteten Aushängeschildern der Stadt und der Region. 1999 eröffnete das Deutsche Nationaltheater Weimar mit „Faust-Furioso“ und mit Ausschnitten aus Mozarts Die Zauberflöte den Festakt zur Kulturhauptstadt Europas, der via 3sat in 59 Länder ausgestrahlt wurde. Mit Katja Paryla hat Beelitz eine der wenigen Schauspieldirektorinnen im deutschsprachigen Theaterraum engagiert. Das Schauspielensemble ging mit Schillers Kabale und Liebe in der Regie von Annegret Ritzel (Bühne: Johannes Leiacker) auf eine monatelange Tournee durch Deutschland, Österreich und die Schweiz. Beelitz etablierte zudem 1994 die Weimarer Reden im Deutschen Nationaltheater Weimar und er eröffnete mit der Werkstadtbühne 7 eine zusätzliche Spielstätte in Weimar. In der Umbau- und Renovierungsphase des Großen Hauses zogen Verwaltung und Bühne samt Probebühnen in das ehemalige Haus der Offiziere, einem ehemaligen Offiziers-Kasino mit Grosser Bühne, das zur DDR-Zeit russischen Soldaten vorbehalten war. Das Deutsche Nationaltheater Weimar reiste als „Kultureller Botschafter“ zur Expo 2000 nach Hannover und zeigte im Deutschen Pavillon Furtwänglers Kategorie 4 von Ronald Harwood. Das Stück über mögliche nationalsozialistische Verstrickungen des umstrittenen Jahrhundertdirigenten Wilhelm Furtwängler war bereits in Weimar im Gauforum Weimar aufgeführt worden. Eine zudem bei der Expo geplante Aufführung von Furtwänglers 2. Sinfonie mit der Staatskapelle Weimar wurde kurzfristig abgesagt.
Von 2000 bis 2005 war Beelitz Intendant des Stadttheater Heidelberg. Unter seiner Leitung wurde das Vier-Sparten-Haus mit den neu gegründeten Schloßfestspielen und dem Heidelberger Stückemarkt zu einem ganzjährig bespielten Theater. Beelitz etablierte in Heidelberg ein Tanztheater unter der Leitung von Irina Pauls. Zudem belebte er die lange vernachlässigten Schlossfestspiele neu und entwickelte in Kooperation mit dem Staatstheater Schwerin Das große Welttheater. Der Heidelberger Stückemarkt wurde zum Publikumsmagneten und etablierte sich in den Jahren nach seiner Gründung auch als Sprungbrett für junge Regisseure. Das Schauspielensemble reiste 2002 im Austausch des Heidelberger Stückemarktes nach Moskau, wo die Inszenierung Gretchen 89 ff von Lutz Hübner mit der Goldenen Maske am Mchat (Stanislawski-Theater) ausgezeichnet wurde. Die Räuber von Friedrich von Schiller und Gretchen 89 ff wurden zudem nach Irkutsk in Sibirien an das Akademie Theater eingeladen. Es entstand mit HALT-Heidelberg die erste regelmäßige Theater-Soap, für die Jean Michel Räber Themen aus der Stadtgeschichte und Aktuelles mit einer kabarettistischen Familiengeschichte mischte. Zu den Gästen dieser Soap gehörten führende Künstler und Politiker, so auch die Heidelberger Oberbürgermeisterin Beate Weber.
Von 2014 bis 2016 wurde Beelitz erneut als Generalintendant an das Düsseldorfer Schauspielhaus berufen. Er ist Intendant der Kulturgastspiele im Ronacher in Bad Kleinkirchheim. Als freier Regisseur arbeitet er unter anderem in Dortmund, Köln und Düsseldorf.
Beelitz versteht sich in seiner Arbeit stets als „Theater-Ermöglicher“: „Der Erfolg des Düsseldorfer Schauspielhauses weist auf eine Programmatik, die den Konflikt und den Widerspruch nicht scheut, weil sie zur Wahrheit gehören, die ohne politischen oder pädagogischen Druck auch dem Andersdenkenden durchschaubar machen will, was war in der Geschichte, was in der Gegenwart. Dies ist die Grundvoraussetzung für den Blick in die Zukunft.“ Dieser Leitspruch ist Schlüssel für die Arbeit von Beelitz.
Günther Beelitz trat auch als Schauspieler in Erscheinung. 1976 spielt er unter der Regie von Robert Stromberger in der TV-Adaption von der Datterich und 1979 in der Regie von Peter Beauvais in Phantasten nun deutlich prominenter besetzt in der Rolle des Dr. Falk an der Seite von Michael Degen, Manfred Krug und Sabine Sinjen.

## Privates
Beelitz ist verheiratet mit Christine Beelitz, geb. Holz. Sie haben eine Tochter.

## Internationale Gastspiele
mit dem Düsseldorfer Schauspielhaus:
- 1978 UdSSR-Gastspielreise, 18 Tage in Moskau und Tbilisi mit:
  - Schiller: Kabale und Liebe, Regie Roland Schäfer
  - Brecht: Die Kleinbürgerhochzeit als sowjetische Erstaufführung, Regie Michael Gruner
- 1980 Internationales Theaterfestival BITEF Belgrad: Euripides: Alkestis, Regie Roberto Ciulli. Die Vorstellung gewann den ersten Preis.

- 1981 Internationales Festival Bergen/Norwegen: Tankred Dorst: Die Villa, Regie Jaroslav Chundela

- 1982/83 Tampere Festival Finnland in Helsinki und Tampere: Franz Xaver Kroetz: Nicht Fisch, nicht Fleisch, Regie Volker Hesse
- 1983 Holland-Festival Den Haag: Heiner Müller: Die Schlacht, Regie B. K. Tragelehn
- 1983 erstes Gastspiel eines deutschsprachigen Theaters in Japan (Tokio und Kobe): Lessing: Nathan der Weise, Regie Volker Hesse und Kafka: Die Verwandlung, Regie Steven Berghoff

## Mitgliedschaften
- Planungskomitee des Deutschen Theaterpreises Der Faust
- Fachausschuss Kultur der Deutschen UNESCO-Kommission
- Tarifausschuss des Deutschen Bühnenvereins
- Deutsche Akademie der Darstellenden Künste Freie Akademie der Künste Mannheim
- Internationalen Theater Institut ITI

## Regie
Günther Beelitz hat sich in seinen Regiearbeiten vor allem auf die Autoren Arthur Schnitzler (Komödie der Worte, DNT Weimar; Zwischenspiel, Stadttheater Heidelberg; Im Spiel der Sommerlüfte, Bayerisches Staatsschauspiel München) und Max Frisch (Biografie: Ein Spiel, Düsseldorfer Schauspielhaus und Triptychon, Stadttheater Heidelberg) konzentriert. Im Gespräch mit Lot Vekemans über ihr Stück Gift 2015 am Düsseldorfer Schauspielhaus bekannten sich beide zum „Geschichtenerzählen“. Von Schnitzler hat Günther Beelitz seine Auffassung von Komödie übernommen: „Der Mensch spielt vor anderen und vor sich selbst Komödie.“
- Bayerisches Staatsschauspiel, München, 1993
- Deutsches Nationaltheater Weimar, 1994–1999
- Theater der Stadt Heidelberg: 2000–2005
- Vorarlberger Landestheater, Bregenz, 2010–2014
- Theater Dortmund, 2006
- Manila 31. World Congress ITI / Goetheinstitut, 2006
- Borchert Theater, Münster, 2008
- Neues Theater, Halle, 2009
- Theater an der Kö  Düsseldorf, 2008
- Düsseldorfer Schauspielhaus, 2014–2016

## Lehrtätigkeiten
- 1988–1990 Maximilian-Universität München, Dramaturgie
- Ab 1995 Wissenschaftlicher Rat am Institut für Kulturelle Infrastruktur Sachsen
- 1998–1999 Friedrich-Schiller-Universität Jena, Dramaturgie und Theaterstrukturen
- 2000 Ruprecht-Karls-Universität Heidelberg, Dramaturgie und Theaterstrukturen

## Ehrungen
- 1976 Johann Heinrich Merck-Ehrung Johann Heinrich Merck-Ehrung der Stadt Darmstadt
- 1986 Ehrenurkunde der Jüdischen Gemeinde Düsseldorf
- 2016 Verdienstmedaille der Stadt Düsseldorf.